# Gwon Hyeok-beom
Gwon Hyeok-beom (10 de agosto de 1993), es un luchador surcoreano de lucha libre. Ganó una medalla de bronce en Campeonato Asiático de 2016. Obtuvo el 3.º lugar en Campeonato Asiático de Juniores de 2012 y 2013.